# Заґужиці (Західнопоморське воєводство)
Заґужиці (пол. Zagórzyce) — село в Польщі, у гміні Лобез Лобезького повіту Західнопоморського воєводства.
Населення — 160 осіб (2011).
У 1975-1998 роках село належало до Щецинського воєводства.

## Демографія
Демографічна структура станом на 31 березня 2011 року:
|          | Загалом | Допрацездатний вік | Працездатний вік | Постпрацездатний вік |
| -------- | ------- | ------------------ | ---------------- | -------------------- |
| Чоловіки | 86      | 19                 | 59               | 8                    |
| Жінки    | 74      | 14                 | 42               | 18                   |
| Разом    | 160     | 33                 | 101              | 26                   |